# 346
346 (CCCXLVI) je bilo navadno leto, ki se je po julijanskem koledarju začelo na sredo.

## Dogodki
- 1. januar

## Rojstva
- - Teodozij I., vzhodnorimski cesar († 395)